# Det Danske Kulkompagni A/S
Det Danske Kulkompagni A/S er en dansk dokumentarfilm fra 1937, der er produceret af Det Danske Kulkompagni.

## Handling
Denne artikel mangler et handlingsreferat. Hjælp os med at skrive det.